# Gjemselund Stadion
Gjemselund Stadion – stadion piłkarski w Kongsvinger, w Norwegii. Został otwarty 14 czerwca 1953 roku. Może pomieścić 5824 widzów. Swoje spotkania rozgrywają na nim piłkarze klubu Kongsvinger IL.
Stadion został otwarty 14 czerwca 1953 roku. W dniach 16–18 sierpnia 1968 roku na obiekcie odbyły się lekkoatletyczne Mistrzostwa Norwegii. W latach 80. XX wieku powstała trybuna główna stadionu, oddano też do użytku tartanową bieżnię lekkoatletyczną (1986). W sezonie 1992 grający na tym stadionie piłkarze klubu Kongsvinger IL zdobyli wicemistrzostwo kraju. W 2002 roku obiekt był jedną z aren Mistrzostw Europy U-19 w 2002 roku. Rozegrano na nim dwa spotkania fazy grupowej tego turnieju. W 2009 roku oddano do użytku nową płytę boiska wyposażoną w sztuczną murawę i system podgrzewania. Usytuowano ją bliżej trybuny głównej, likwidując jednocześnie bieżnię lekkoatletyczną. W tym samym roku na stadionie powstało także sztuczne oświetlenie, a rok później nowa trybuna, naprzeciwko trybuny głównej.